# Neira
Neira – miasto w Kolumbii, w departamencie Caldas.